# Mount William Booth
Mount William Booth är ett berg i Kanada.   Det ligger i provinsen Alberta, i den centrala delen av landet, 3 000 km väster om huvudstaden Ottawa. Toppen på Mount William Booth är 2 730 meter över havet, eller 784 meter över den omgivande terrängen. Bredden vid basen är 11,6 km.
Terrängen runt Mount William Booth är kuperad österut, men västerut är den bergig.Trakten runt Mount William Booth är nära nog obefolkad, med mindre än två invånare per kvadratkilometer.. Det finns inga samhällen i närheten.
Trakten runt Mount William Booth består i huvudsak av gräsmarker.